# Wilhelm Seipel (Politiker, 1903)

Wilhelm Seipel

Wilhelm „Willi“ Seipel (* 29. November 1903 in Fauerbach vor der Höhe; † 13. Januar 1967 in Bad Nauheim) war ein deutscher Politiker (NSDAP).

## Leben und Wirken
Wilhelm Seipel war der Sohn des Landwirts Konrad Seipel IV. und dessen Frau Maria Margaretha geborene Born. Er war mit Lilina geborene Born verheiratet.
Seipel besuchte zunächst die Volksschule und arbeitete später als selbstständiger Landwirt in Fauerbach. Dort war er Vorsitzender der Hessischen Landjugend, bis er im Mai 1930 der NSDAP beitrat. Ab Herbst 1931 war er bis etwa 1936 Kreisleiter in Friedberg (Hessen), wo er auch Mitglied des Kreisausschusses war. Er wurde landwirtschaftlicher Gaufachberater der NSDAP in Oberhessen und war von 1932 bis 1933 Mitglied des Vorstands des Hessischen Landbundes. Nachdem er Bürgermeister der Gemeinde Fauerbach war, war er auch noch Mitglied des Provinzialausschusses Oberhessen.
Seipel wurde 1931 in den Hessischen Landtag gewählt, dem er in den Wahlperioden 5 bis 7 bis 1933 angehörte. Ab November 1933 war er auch Abgeordneter im nationalsozialistischen Reichstag. Ab November 1933 vertrat er dort bis 1945 den Wahlkreis 33. Ebenfalls ab 1933 war Seipel Landeshauptabteilungsleiter 1 der Landesbauernschaft Hessen-Nassau. Er war Mitglied des Reichsbauernrats und ab 1936 Landesobmann der Landesbauernschaft Hessen-Nassau. Ab April 1935 war er Beauftragter der NSDAP für den Kreis Friedberg.
Nach Ende des Zweiten Weltkrieges wurden Seipels Schriften Landvolkpartei oder Hitler-Bewegung (Eher, München 1932) und Entwicklung der nationalsozialistischen Bauernbewegung in Hessen (mit einem Geleitwort von Jakob Sprenger; beigefügt Eugen Schmahls Entwicklung der völkischen Bewegung. Die antisemitische Bauernbewegung in Hessen von der Böckelzeit bis zum Nationalsozialismus. Roth, Gießen 1933) in der Sowjetischen Besatzungszone auf die Liste der auszusondernden Literatur gesetzt.